# Shahzad Ismaily

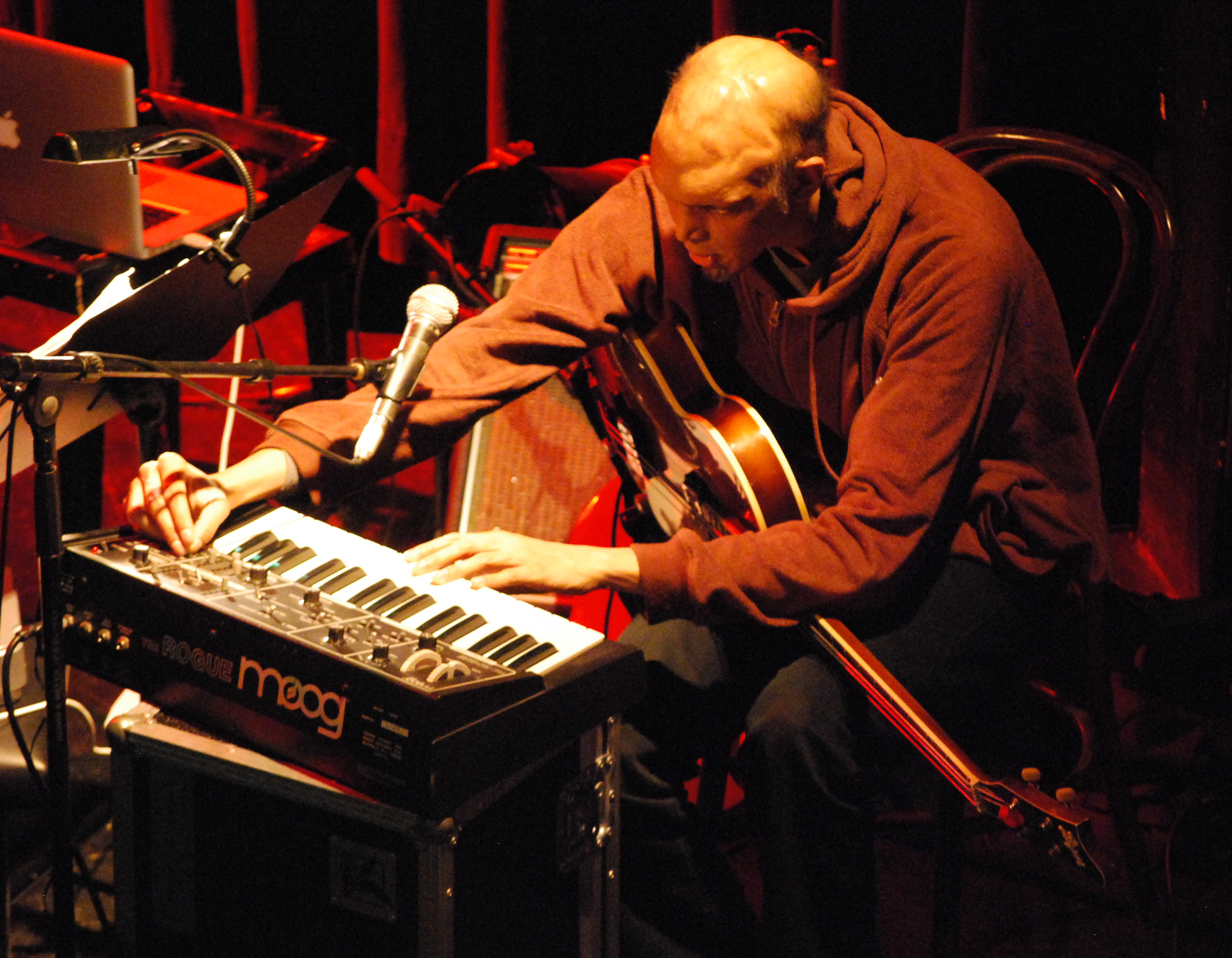
Shahzad Ismaily bei einem Konzert von Marc Ribot’s Ceramic Dog in Innsbruck, 2009.

Shahzad Ismaily ist ein US-amerikanischer Musiker und Komponist pakistanischer Abstammung. Sein Hauptinstrument ist E-Bass. Er ist aktiv in den Bereichen Rock und Jazz, u. a. im Umfeld der New Yorker Downtown-Szene.

## Leben und Wirken
Ismaily kam als Sohn pakistanischer Immigranten in den Vereinigten Staaten zur Welt. Er schloss ein Master-Studium in Biochemie an der Arizona State University ab. Er unternahm viele Reisen, um die Musik verschiedener Kulturen zu erlernen. So besuchte er bspw. Pakistan, Indien, Türkei, Mexiko, Japan, Indonesien, Marokko und Island.
Ismaily spielt eine Vielzahl von Instrumenten, u. a. E- und Kontrabass, Gitarre, Banjo, Akkordeon, Flöte, Schlagzeug und elektronische Instrumente wie bspw. Moog. Er ist Mitglied der Bands Ceramic Dog von Marc Ribot sowie Secret Chiefs 3 und kollaborierte u. a. mit Laurie Anderson, Lou Reed, John Zorn, Colin Stetson, Jolie Holland, Laura Veirs, Bonnie Prince Billy, Faun Fables, Elysian Fields, Shelley Hirsch, Will Oldham, Nels Cline, Bill Frisell, Guillermo E. Brown, Graham Haynes, David Krakauer und Billy Martin. Er war beteiligt an dem Projekt The Road to Jajouka, bei dem viele bekannte Jazz- und Rock-Musiker sich mit der Musik der Master Musicians of Jajouka auseinandersetzten. Sein Album Love in Exile mit Arooj Aftab und Vijay Iyer erhielt eine Nominierung für die Grammy Awards 2024 in der Kategorie Best Alternative Jazz Album und den niederländischen Edison Jazz Award in der Kategorie „Global.“ Nachdem Ismaily 2022 während der ersten Monheim Triennale die Saxophonistin Zoh Amba kennengelernt hatten, beschlossen sie Beings als ein gemeinsames Bandprojekt zu gründen.
Ismaily komponiert regelmäßig für Theater und Musicals. Er ist Autor des Soundtracks für den Film Frozen River.
Er betreibt ein Plattenlabel namens 88 Records.

## Diskografische Hinweise
- Carla Kihlstedt / Shahzad Ismaily Flying Low (2004, Holy Night in the Outhouse)
- Carla Kihlstedt / Matthias Bossi / Shahzad Ismaily Causing a Tiger (2010, Les Disques Victo)
- Sanne van Hek / Angel Faraldo / Glenn Gaddum Jr. / Eve Risser / Trevor Dunn / Koen Kaptijn / Tjeerd Oostendorp / Oscar Noriega / Xavier Lopez / Fred Lyenn Jacques / Jesse Quattro / Shahzad Ismaily Network of Stoppages (2013, MLB)
- Arooj Aftab / Vijay Iyer / Shahzad Ismaily: Love in Exile (2023, Verve)[6]

### Mit Beings
- There Is a Garden (2024, No Quarter, mit Zoh Amba, Steve Gunn, Jim White)

### Mit Marc Ribot’s Ceramic Dog
- Party Intellectuals (2009, Pi Recordings)
- Your Turn (2013, Northern Spy)
- YRU Still Here? (2018, Northern Spy (USA), Yellowbird Records (Europa))
- What I Did On My Long ‘Vacation’ (2020, Northern Spy, EP)
- Hope (2021, Northern Spy)
- Connection (2023, Yellow Bird)[7]

### Mit Secret Chiefs 3
- Book of Horizons (2004, Web of Mimicry)
- Path of Most Resistance (2007, Web of Mimicry)
- Book of Angels Vol. 9: Xaphan (2008, Tzadik)
- Traditionalists: Le mani destre degli ultimi uomini – The Severed Right Hands of the Last Men (2009, Web of Mimicry)
- Live at the Great American Music Hall 2007 +++ Aylaqruh:hurqalyA (2009, Web of Mimicry)
- Satellite Supersonic Vol 1 (2010, Web of Mimicry)
- Book of Souls: Folio A (2013, Web of Mimicry)
- Ishraqiyun: Perichoresis (2014, Web of Mimicry)